# سیارک ۱۲۰۶۸
سیارک ۱۲۰۶۸ (به انگلیسی: 12068 Khandrika، نامگذاری:1998FZ53) دوازده هزار و شصت و هشتمین سیارک کشف شده‌است که در ۲۰ مارس ۱۹۹۸ کشف شد.
قدر مطلق سیارک برابر ۱۵.۵ است.